# パーシモン (競走馬)
パーシモン（Persimmon、1893年 - 1908年）は、19世紀末から20世紀初頭にかけイギリスで活躍した競走馬・種牡馬である。英クラシック二冠とアスコットゴールドカップに勝ち、種牡馬としても一時代を築いた。

## 出自・性格
馬名は、父St Simonと母Perditaを捩ったもので、英語で柿（Persimmon）を意味する。1983年、後にイギリス王となるウェールズ公（英皇太子）アルバート・エドワード王子のサンドリンガム王立牧場 (Sandringham stud) で生まれた。
全兄弟にはグッドウッドカップに勝ったフロリゼル、イギリスクラシック三冠馬ダイヤモンドジュビリーらがいた。
馬体は素晴らしいと言われたが、性格は頑固で神経質なところがあった。とは言え弟ダイヤモンドジュビリーや父セントサイモンに比べれば大人しく、危険なエピソードなどは伝わっていない。

## 戦績

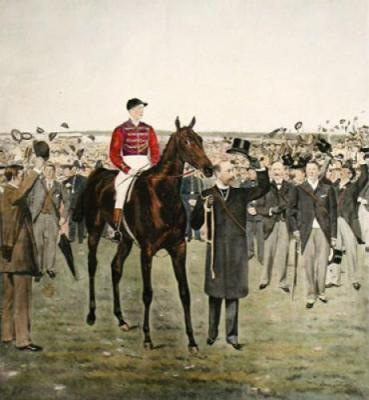
ダービー制覇時

1895年6月にコヴェントリーステークスでデビューし、これに勝利した。2歳時はリッチモンドステークスにも勝ち3戦2勝。体調不良の中無理をおして出走したミドルパークステークスは3着に敗れている。この時の勝ち馬セントフラスキンとは生涯を通じてライバル関係であった。
翌年は2000ギニーステークスに出走を予定していたが、当日を前に調子を崩してしまい回避、エプソムダービーに直行している。
エプソムダービーは完璧に仕上がったパーシモンと、2000ギニーを圧勝したセントフラスキンの対決に沸いた。この2頭はともに最後方を進んだが、先に抜け出したセントフラスキンを見るようにパーシモンのジョン・ワッツ騎手も上がっていき、最後は激しい叩き合いになった。結果パーシモンがクビ差捕らえてエプソムダービー馬となり、皇太子の持ち馬がダービーを制したことでエプソム競馬場は興奮の渦に包まれた。
この時のニュース映像はフィルムに残っており、ゴール直後に大衆がコース上に溢れてくる様子からも興奮を伺うことができる。
2頭は7月のプリンセスオブウェールズステークスでも再び対戦した。このときはセントフラスキンの半馬身差での勝利に終わっている。この後故障でセントフラスキンが引退したため、競馬場での対戦はこれが最後となった。
秋はセントレジャーステークスに勝ち二冠達成。ジョッキークラブステークスも前年のエプソムダービー優勝馬サーヴィスト相手に2馬身差で勝利した。
4歳時は2戦して2勝、アスコットゴールドカップを8馬身差で親子制覇を成し遂げると、エクリプスステークスも完勝した。このレースを最後に引退し王室牧場で種牡馬となった。
大きなレースを立て続けに制したことでパーシモンの獲得賞金は34,706ポンドに達した。セントサイモン産駒の中では牝馬三冠のラフレッシュを抜いて1位となった。

## 引退後

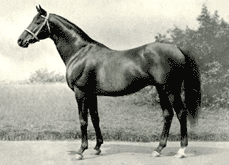
代表産駒の1頭プリンスパラタイン

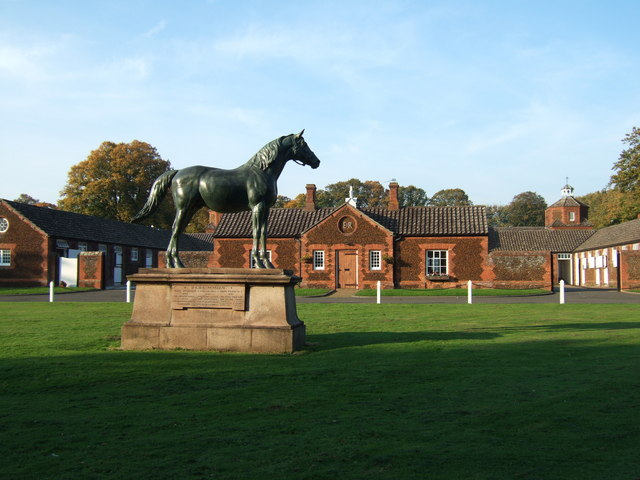
サンドリンガム王立牧場のパーシモン像

引退後はサンドリンガム王立牧場で種牡馬として供用された。初年度の種付け料は300ギニーに設定されていた。
活躍した産駒は何頭もいるが、代表産駒は初年度のセプターである。セプターはイギリスクラシック四冠を制し、パーシモンは父セントサイモンを退けて種牡馬ランキング1位となった。その他プリンスパラタイン、ユアマジェスティ、キーストーン、ペロラ等のクラシックホース、祖父と同じく馬主死亡のためクラシックに出走できなかったものの同年の三冠馬ロックサンドを幾度も破ったジンファンデル (Zinfandel) 等を出し、1902,06,08,12年の計4回リーディングサイアーとなり、セントサイモンの後継種牡馬の地位を確立した。現役時代ライバルだったセントフラスキンも1903,07にはパーシモンを破ってリーディングサイアーとなっており、2000ギニー、エプソムダービーを勝ったセントアマント等の活躍馬を輩出した。
パーシモンは1908年に馬房で脚を滑らせ骨折し、安楽死の処置が執られた。死後銅像が作られ、現在でもサンドリンガム王立牧場には牧場のシンボルとしてパーシモンの像がそびえている。

### 子孫
パーシモンの子孫はセントサイモン系の衰退に伴ってイギリスでは一旦消えたが、パーシモンのひ孫に当たるプリンスローズがベルギー、フランスで活躍し、それを通じて現代まで直系子孫を残した。ただし現在残っている父系子孫は多くない。

## 血統表
| パーシモンの血統         | パーシモンの血統                                 | パーシモンの血統                                 | （血統表の出典）                                 | （血統表の出典）    |
| 父系                     | セントサイモン系                                 | セントサイモン系                                 | セントサイモン系                                 | [ § 2 ]             |
| 父 St. Simon 1881 黒鹿毛 | 父の父Galopin 1872 鹿毛                          | Vedette                                          | Voltigeur                                        | Voltigeur           |
| 父 St. Simon 1881 黒鹿毛 | 父の父Galopin 1872 鹿毛                          | Vedette                                          | Mrs. Ridgway                                     |                     |
| 父 St. Simon 1881 黒鹿毛 | 父の父Galopin 1872 鹿毛                          | Flying Duchess                                   | The Flying Dutchman                              | The Flying Dutchman |
| 父 St. Simon 1881 黒鹿毛 | 父の父Galopin 1872 鹿毛                          | Flying Duchess                                   | Merope                                           |                     |
| 父 St. Simon 1881 黒鹿毛 | 父の母St. Angela 1865 鹿毛                       | King Tom                                         | Harkaway                                         | Harkaway            |
| 父 St. Simon 1881 黒鹿毛 | 父の母St. Angela 1865 鹿毛                       | King Tom                                         | Pocahontas                                       |                     |
| 父 St. Simon 1881 黒鹿毛 | 父の母St. Angela 1865 鹿毛                       | Adeline                                          | Ion                                              | Ion                 |
| 父 St. Simon 1881 黒鹿毛 | 父の母St. Angela 1865 鹿毛                       | Adeline                                          | Little Fairy                                     |                     |
| 母 Perdita II 1881 鹿毛  | 母の父Hampton 1872 鹿毛                          | Lord Clifden                                     | Newminster                                       | Newminster          |
| 母 Perdita II 1881 鹿毛  | 母の父Hampton 1872 鹿毛                          | Lord Clifden                                     | The Slave                                        |                     |
| 母 Perdita II 1881 鹿毛  | 母の父Hampton 1872 鹿毛                          | Lady Langden                                     | Kettledrum                                       | Kettledrum          |
| 母 Perdita II 1881 鹿毛  | 母の父Hampton 1872 鹿毛                          | Lady Langden                                     | Haricot                                          |                     |
| 母 Perdita II 1881 鹿毛  | 母の母Hermione 1875 黒鹿毛                       | Young Melbourne                                  | Melbourne                                        | Melbourne           |
| 母 Perdita II 1881 鹿毛  | 母の母Hermione 1875 黒鹿毛                       | Young Melbourne                                  | Clarissa                                         |                     |
| 母 Perdita II 1881 鹿毛  | 母の母Hermione 1875 黒鹿毛                       | La Belle Helene                                  | St. Albans                                       | St. Albans          |
| 母 Perdita II 1881 鹿毛  | 母の母Hermione 1875 黒鹿毛                       | La Belle Helene                                  | Teterrima                                        |                     |
| 母系(F-No.)              | 7号族(FN:7-f)                                    | 7号族(FN:7-f)                                    | 7号族(FN:7-f)                                    | [ § 3 ]             |
| 5代内の近親交配          | Voltigeur S4×M5, Melbourne M4×M5, Voltaire S5×S5 | Voltigeur S4×M5, Melbourne M4×M5, Voltaire S5×S5 | Voltigeur S4×M5, Melbourne M4×M5, Voltaire S5×S5 | [ § 4 ]             |
| 出典                     | 1. 2. 3. 4.                                      | 1. 2. 3. 4.                                      | 1. 2. 3. 4.                                      | 1. 2. 3. 4.         |